# L'Annonciation (Le Corrège)
Pour les articles homonymes, voir Annonciation (homonymie).
L'Annonciation (en italien : « Annunciazione ») est une fresque transposée sur toile du Corrège, réalisée vers 1525 et conservée à la Galerie nationale de Parme. 

## Historique
Le Corrège peint à fresque cette Annonciation  vers 1525 afin d'orner une lunette dans l'église des Pères de l'Annonciation de Parme. En 1546, l'église est démolie et Pierre Louis Farnèse construit sur son emplacement une résidence urbaine. Les Pères, précise Vasari, « firent environner le mur avec des pièces de bois munies de crampons de fer et le coupant peu à peu le sauvèrent et il fut ensuite maçonné dans un autre endroit plus sûr de leur même couvent ». La fresque est, par la suite, installée à gauche de l'entrée « où la noble famille Aiani érigea un autel » dans la nouvelle église de l'Annonciation des moines, sise dans le quartier Capo di Ponte de la capitale provinciale parmesane.
En 1832, à des fins de conservation, l'Académie des beaux-arts émet le vœu d'enlever la fresque et de la transférer à la Galerie nationale de Parme mais l'autorisation correspondante n'est finalement accordée qu'en 1875. Le transfert a lieu dans les premiers jours de l'année 1876.

## Thème
Il s'agit de l'une des scènes les plus représentées de l'iconographie chrétienne, celle de l'annonce faite à Marie de Nazareth, par l'Archange Gabriel, de sa maternité divine.

## Description

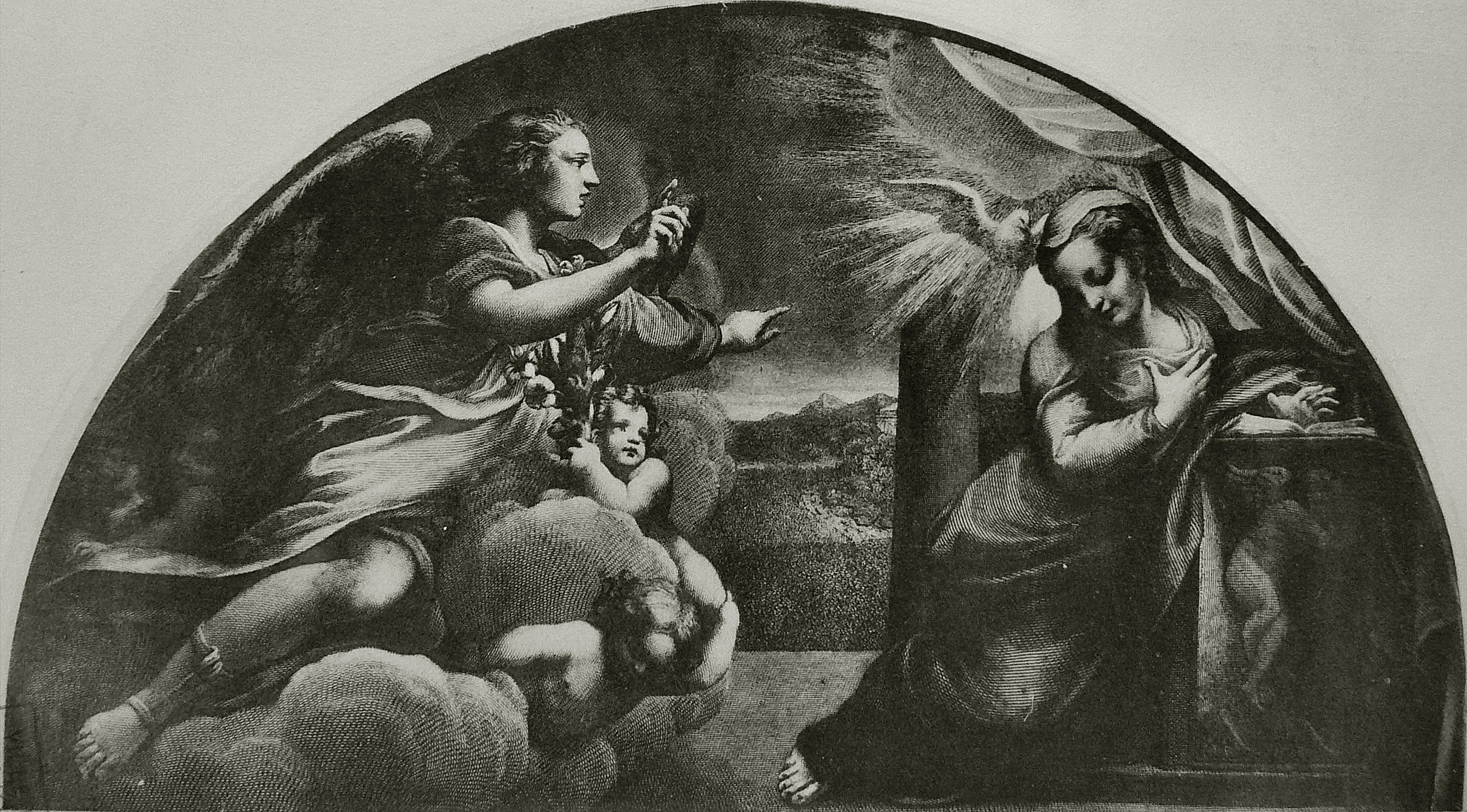
L'Annonciation, gravure de Paolo Toschi

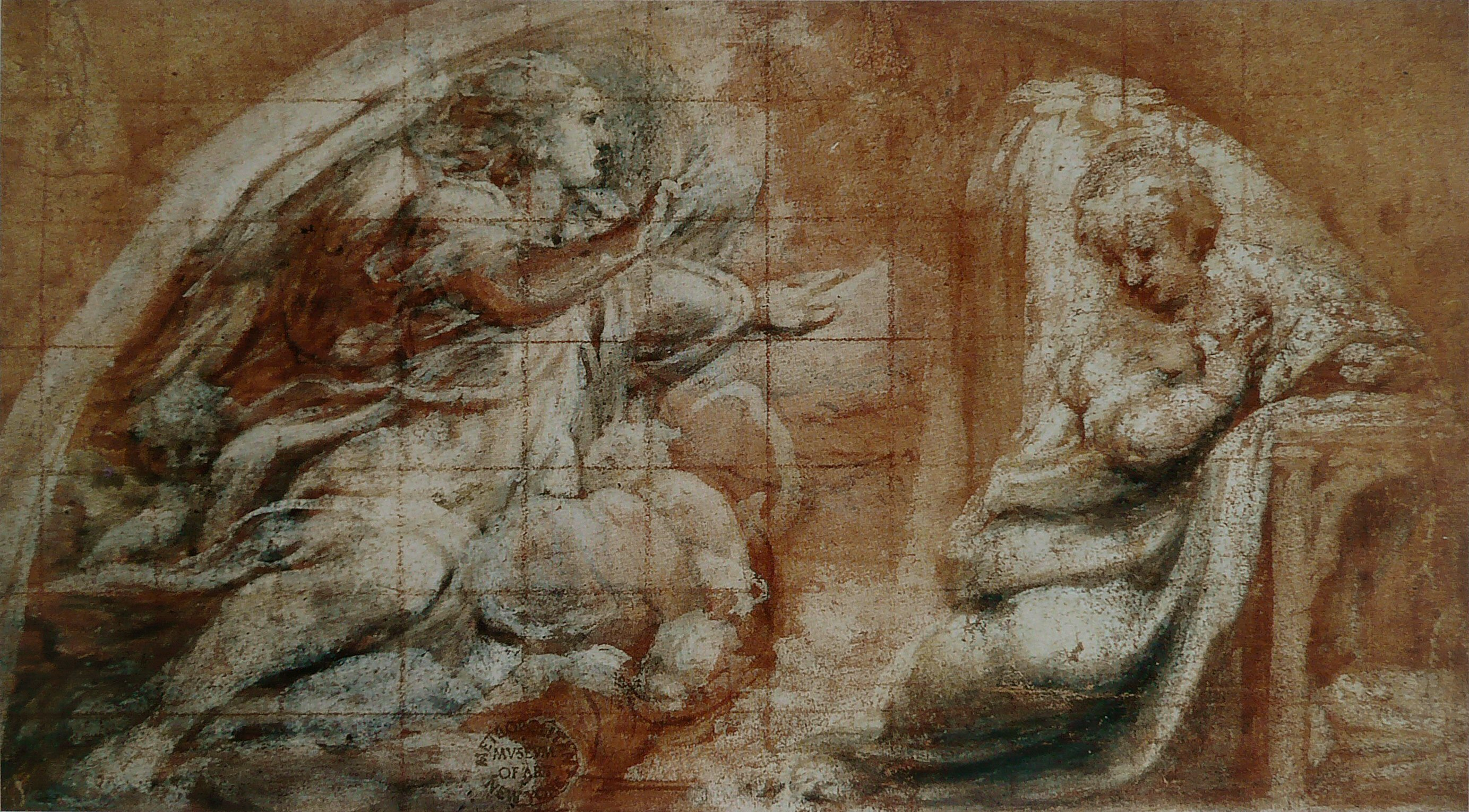
Dessin préparatoire conservé au Metropolitan Museum of Art

La fresque a souffert, notamment d'altérations dues aux trois transferts successifs et elle nous est parvenue de manière lacunaire. Cependant, un dessin préparatoire du Corrège, conservé au Metropolitan Museum of Art et une gravure, due à Paolo Toschi, permettent de reconstituer la composition originelle.
Le Corrège situe la scène dans une loggia, scandée d'un pilier, ouverte sur un jardin et un paysage de collines. À droite, Marie, vêtue d'une robe rouge et d'un manteau bleu, est agenouillée devant une table sur laquelle est posé le livre qu'elle lisait ; interrompue dans sa lecture, son expression d'humilité, les yeux baissés, à l'annonce du message de l'ange illustre ses paroles :  « Je suis la servante du Seigneur. Que tout se passe pour moi comme tu me l'as dit. » (Luc (1, 26-38)). L'ange est représenté de profil, à gauche, enveloppé d'une nuée, les vêtements et les cheveux agités par le souffle de l'air et accompagnés par quatre chérubins, dont l'un tient des lys blancs. De sa main droite levée, il bénit la Vierge et désigne, avec sa main gauche, le Saint-Esprit représenté sous la forme de la colombe.
La colonne interposée entre eux est conforme à la tradition iconographique du sujet du tableau (Christ est columna).

## Sources bibliographiques
- Corrado Ricci (trad. Jean Chuzeville), Corrège [« Correggio »], Paris, Éditions G. Crès, 1930, 192 p. (OCLC 5967471), p. 77 et 158. 296 reproductions hors texte